# Хэмп, Эрик Пратт
Эрик Пратт Хэмп (16 ноября 1920, Лондон — 17 февраля 2019) — американский языковед. Представитель дескриптивизма. Автор трудов по албанскому языкознанию.
Ему принадлежит «Словарь американской лингвистической терминологии» (русский перевод 1964).

## Биография
Окончил Амхерстский колледж.

## Труды
Автор более чем 3,500 статей, в основном в области дивергенции.
- Хэмп Э. Словарь американской лингвистической терминологии / Э. Хэмп; пер. и доп. В. В. Иванова; под ред. и с предисл. В. А. Звегинцева. — М. : Прогресс, 1964. — 264 с.